# Speudotettix subfusculus
Speudotettix subfusculus är en insektsart som först beskrevs av Carl Fredrik Fallén 1806.  Speudotettix subfusculus ingår i släktet Speudotettix, och familjen dvärgstritar. Arten är reproducerande i Sverige.